# マイレディ (ヨット)
マイレディ (MYLADY、正式名称：ヤマハ25マイレディ）とは、かつてヤマハ発動機が製造販売していた小型クルーザータイプのヨットである。

## 概要
このヨットは、大量生産によるコスト削減により販売価格を同クラスの他のヨットよりも大幅に安く抑える事に成功し、それまでは100艇売れればヒット商品と呼ばれていた日本のヨット業界において累計販売艇数が630艇にも及ぶ大ヒット商品となった。
発売時期によって、初期型（タイプI）1987年・発売、中期型（タイプII）1990年・発売、後期型（タイプIII）1992年・発売、の3種類に大きく分けられる。
全ての型においてエンジンは船内機搭載仕様と船外機搭載仕様がある。
船内機搭載仕様には船内装備品をより高級な物にした「EX」も発売されていた。
このヨットが過去に例を見ないほど売れた理由として以下の理由があげられる。
- それまでの同クラス（25フィート級）のヨットと比較して販売価格が大幅に安かった。
- それまでの同クラスのヨットにおいては、トイレの便器はキャビン内に剥き出しで設置するのが普通だったが、このマイレディではちゃんと個室トイレを設置し、これにより女性や家族が同乗しやすいヨットとなっていた。
- サイズが手頃で独りでも操船しやすく出来ていた。
- 販売されていた時期がバブル期と重なっていた。

なお、この累計販売艇数は2012年現在においても日本国内で最も多く売れたヨット（ディンギーを除く）である。
既に新艇は製造されていないが現在でも中古艇が数多く出回っているので入手は容易である。また、サイズが一人での操船も容易な大きさなので今でも初心者向けの入門ヨットとして人気がある。

## 仕様
- 全長：7.49m（約24.5フィート）
- 全幅：2.74m
- 喫水：1.51m-1.53m（仕様により異なる）
- 排水量：1.51トン-1.74トン（仕様により異なる）

※数値は全て後期型（タイプIII）のもの。